# Ośno Lubuskie

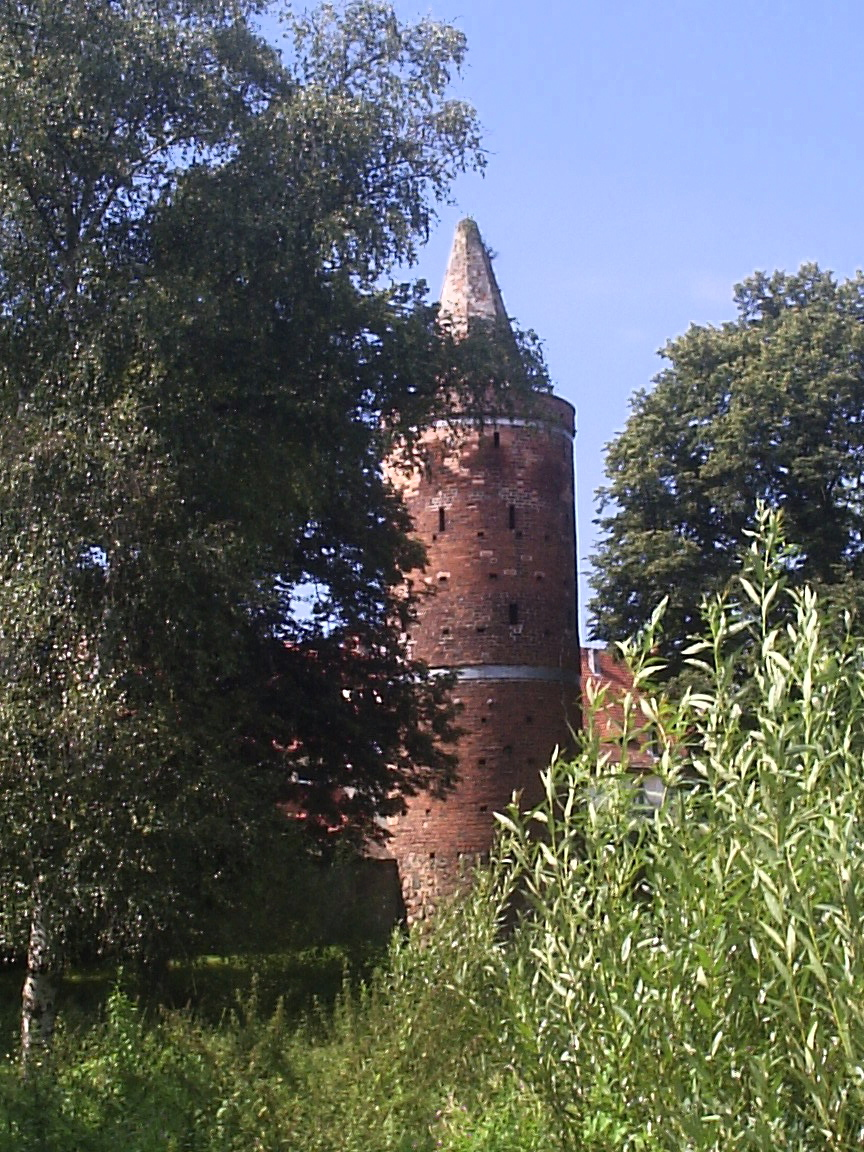
Parte a zidului de apărare

Ośno Lubuskie este un oraș în Polonia.